# FBC Přerov
FBC Přerov je přerovský florbalový klub. Klub datuje své počátky k založení klubu FBC Sokol Přerov v roce 2002. V současné podobě existuje od roku 2016.
Mužský tým hraje od sezóny 2022/2023 Národní ligu, tedy třetí nejvyšší soutěž. Na této úrovni hrál tým již v sezónách 2007/2008 až 2013/2014, v té době 2. ligu.
Ženský tým hraje 2. ligu žen, tedy třetí nejvyšší soutěž. Ve třech sezónách 2020/2021 až 2022/2023 hrál 1. ligu.
Svá domácí utkání odehrává klub v hale SK Start Přerov. Klubové barvy jsou modrá a žlutá.

## Mužský tým
| Sezóna                                              | Úroveň | Soutěž              | Umístění | Poznámka                                                                |
| --------------------------------------------------- | ------ | ------------------- | -------- | ----------------------------------------------------------------------- |
| V sezónách 2007/2008 až 2013/2014 hrál tým 2. ligu. |        |                     |          |                                                                         |
| 2013/2014                                           | 3      | 2. liga (divize IV) |          | Tým nepostoupil do nově vzniklé Národní ligy, byl tak zařazen do Divize |
| V sezónách 2014/2015 až 2021/2022 hrál tým Divizi.  |        |                     |          |                                                                         |
| 2021/2022                                           | 4      | Divize (skupina E)  |          | Výhra v baráži proti FbK Horní Suchá – Postup do vyšší ligy             |
| 2022/2023                                           | 3      | Národní liga        |          | Výhra v baráži proti FBC Kutná Hora                                     |
| 2023/2024                                           | 3      | Národní liga        |          | Vypadnutí v semifinále play-off proti FBC Vikings Kopřivnice            |
| 2024/2025                                           | 3      | Národní liga        |          | Vypadnutí ve čtvrtfinále play-off proti Troopers                        |

## Ženský tým
| Sezóna                                              | Úroveň | Soutěž           | Umístění | Poznámka                                                                                             |
| --------------------------------------------------- | ------ | ---------------- | -------- | --- |
| V sezónách 2014/2015 až 2019/2020 hrál tým 2. ligu. |        |                  |          | |
| 2020/2021                                           | 2      | 1. liga (Východ) |          | Sezóna ukončena po neúplných pěti odehraných kolech základní části.                                  |
| 2021/2022                                           | 2      | 1. liga (Východ) |          | Vypadnutí v předkole play-off proti FBC Dobruška                                                     |
| 2022/2023                                           | 2      | 1. liga (Východ) |          | Vypadnutí v předkole play-off proti Aligators Šitbořice – Tým se v další sezóně přihlásil do 2. ligy |
| Tým hraje od sezóny 2023/2024 2. ligu.              |        |                  |          | |